# Монанго (Північна Дакота)
Монанго (англ. Monango) — місто (англ. city) в США, в окрузі Дікі штату Північна Дакота. Населення — 30 осіб (2020).

## Географія
Монанго розташоване за координатами 46°10′24″ пн. ш. 98°35′43″ зх. д. / 46.17333° пн. ш. 98.59528° зх. д. (46.173345, -98.595150).  За даними Бюро перепису населення США в 2010 році місто мало площу 0,96 км², уся площа — суходіл.

## Демографія
Згідно з переписом 2010 року, у місті мешкало 36 осіб у 14 домогосподарствах у складі 7 родин. Густота населення становила 38 осіб/км².  Було 22 помешкання (23/км²).
Расовий склад населення:
| - 86,1 % — білих |

До двох чи більше рас належало 13,9 %. Частка іспаномовних становила 0,0 % від усіх жителів.
За віковим діапазоном населення розподілялося таким чином: 30,6 % — особи молодші 18 років, 52,7 % — особи у віці 18—64 років, 16,7 % — особи у віці 65 років та старші. Медіана віку мешканця становила 32,0 року. На 100 осіб жіночої статі у місті припадало 80,0 чоловіків;  на 100 жінок у віці від 18 років та старших — 127,3 чоловіків також старших 18 років.
За межею бідності перебувало 3,7 % осіб, у тому числі 3,2 % дітей у віці до 18 років та 0,0 % осіб у віці 65 років та старших.
Цивільне працевлаштоване населення становило 19 осіб. Основні галузі зайнятості: освіта, охорона здоров'я та соціальна допомога — 47,4 %, виробництво — 42,1 %, роздрібна торгівля — 5,3 %, сільське господарство, лісництво, риболовля — 5,3 %.